# Dorfkirche Schleberoda

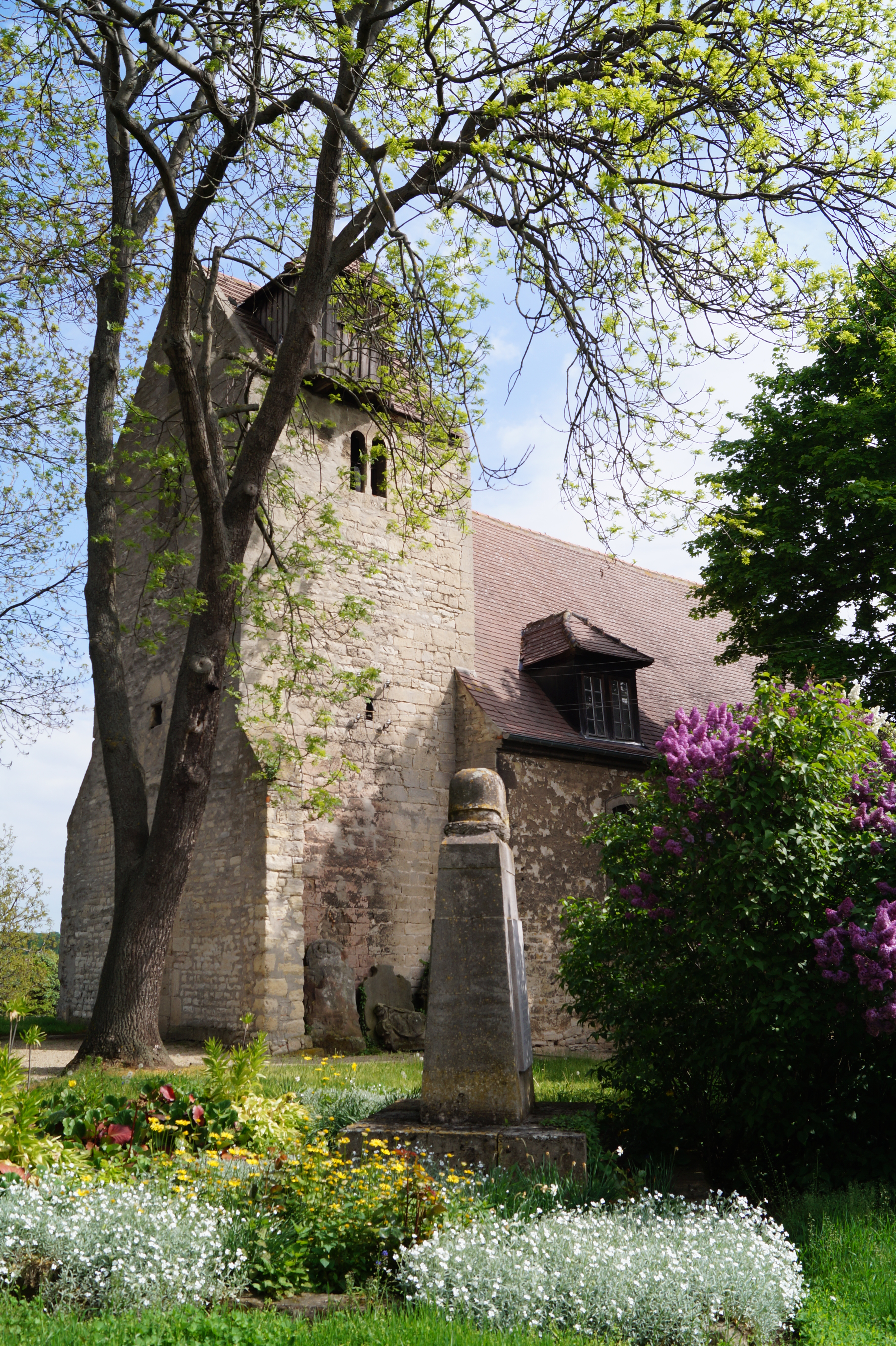
Dorfkirche Schleberoda

Die evangelische Dorfkirche Schleberoda ist eine im Kern spätromanische Saalkirche im Ortsteil Schleberoda von Freyburg (Unstrut) im Burgenlandkreis in Sachsen-Anhalt. Sie gehört zum Pfarrbereich Freyburg im Kirchenkreis Naumburg-Zeitz der Evangelischen Kirche in Mitteldeutschland.

## Geschichte und Architektur
Die Kirche liegt außerhalb des Ortskerns auf einem mauerumfriedeten Kirchhof. Der gut erhaltene quadratische Turm ist mit kleinen gekuppelten Schallöffnungen, einem Satteldach und einem westlichen Giebelkreuz versehen. Er bildete einst den Chorturm der im Kern spätromanischen Anlage. Innen ist das Bauwerk tonnengewölbt und zeigt Reste einer gotischen Ausmalung, die 2022 freigelegt und restauriert wurden; an der Innenseite des zugesetzten schmalen Triumphbogens ist ein mit Plättchen, Kehle und Rundstab profilierter Kämpfer erhalten; außen ist der Giebelansatz des alten Schiffes noch zu sehen. Das heutige rechteckige Schiff wurde möglicherweise im Jahr 1505 östlich angebaut (nach der Jahreszahl am Türsturz des rechteckigen Portals an der Westseite des Turms); etwa gleichzeitig entstand die kielbogig geschlossene Sakramentsnische in der Ostwand. Im Jahr 1705 erfolgte ein Umbau des Schiffes (nach der Jahreszahl über den Ostportal).
Im Innern ist der Raum durch ein hölzernes Tonnengewölbe geschlossen und von dreiseitigen hölzernen Emporen umgeben, deren obere im Westen vorkragend gestaltet ist.

## Ausstattung
Das Hauptstück der Ausstattung ist ein hölzerner Kanzelaltar aus der Mitte des 18. Jahrhunderts mit figürlichem Schmuck: die vier Evangelisten, zwei seitlich der Säulen, zwei auf den Giebelschrägen und als Bekrönung der auferstandene Christus, in einem elegant manierierten Stil mit komplizierten Stellungen der überschlanken Figuren ähnlich denen in der Kirche von Leiha. An Wangen, Friesen und Schalldeckel ist fein durchgebildeter Akanthus angebracht. Von derselben Hand stammt der virtuos geschnitzte Taufengel, der 1997 bei einer Restaurierung entstellt wurde. Das Kirchengestühl ist barock.
Zwei Bronzeglocken wurden in den Jahren 1612 und 1616 gegossen. Außen sind barocke Grabsteine erhalten; das Kirchhofsportal ist auf das Jahr 1797 datiert.
Die Orgel stammt aus der Zeit um 1750 von Johann Christoph Mocker II. Sie wurde bis 2017 mit Unterstützung der Stiftung Orgelklang restauriert.